# Pietro Orseolo

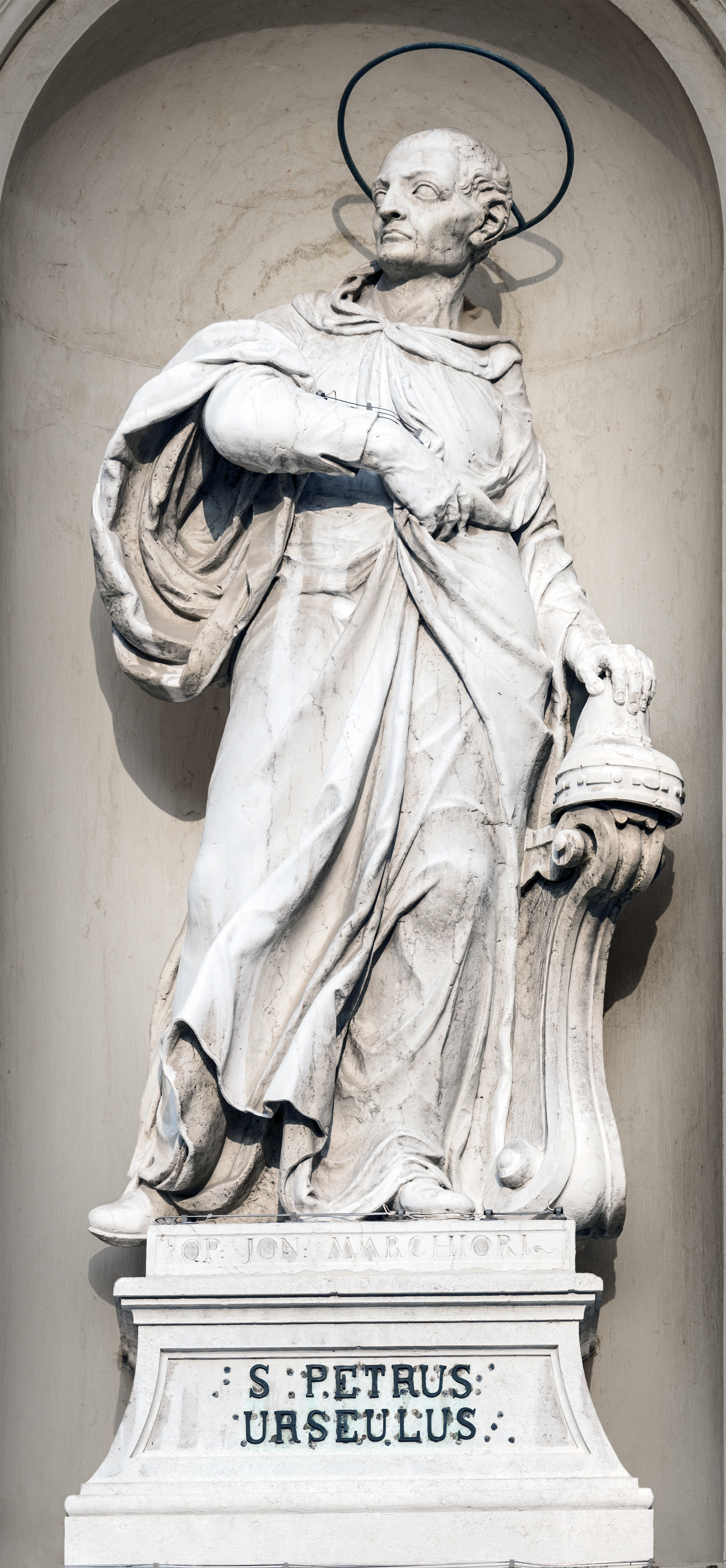
Statue des Heiligen „S. Petrus Urseulus“, ein Werk des Bildhauers Giovanni Marchiori (1696–1778), Chiesa di San Rocco, fotografiert 2016

Pietro Orseolo, lat. Petrus Urseolus (* 928 in Venedig; † 10. Januar 987 oder 988 in der Abtei Cuxa bei Perpignan), war vom 12. August 976 bis zum 31. August 978, wenn man der Zählweise der gegen Ende der Republik Venedig etablierten, staatlich gesteuerten Historiographie folgt, ihr 23. Doge. 978 floh er und verbrachte sein letztes Lebensjahrzehnt in einem Kloster im heutigen Katalonien. Er ist seit 1731 als Heiliger von der Katholischen Kirche anerkannt, seine Reliquien befinden sich seit 1732 in der Markuskirche.

## Familie
Pietro Orseolo entstammte einer im 10. und 11. Jahrhundert sehr einflussreichen Familie. Er heiratete 946 die Venezianerin Felicia Malipiero. Dieser Verbindung entstammte Pietro II. Orseolo, der 991 zum Dogen gewählt wurde, sowie eine Tochter, deren Name nicht überliefert ist, und die Giovanni Morosini ehelichte. Dieser begleitete Pietro Orseolo auf der Flucht aus Venedig in ein Kloster in den Pyrenäen.

## Leben

### Ersterwähnung (ab 960), Umsturz von 976, Wahl zum Dogen
In den Quellen erscheint Pietro Orseolo erstmals im Jahr 960. In diesem Jahr war er einer der Unterzeichner des Verbots des Sklavenhandels. Im Juli 971 taucht seine Unterschrift in einem weiteren Dokument auf, nämlich dem Verbot des Holz- und Waffenhandels mit den Sarazenen. Dieses hatte der byzantinische Kaiser Johannes Tzimiskes erzwungen.
Am 11. August 976 stürzte eine Gruppe von Verschwörern den Dogen Pietro IV. Candiano und tötete ihn und seinen Sohn. Diese Gruppe wandte sich gegen die Anlehnung des Dogen an die Ottonen, eine Gruppe, der sich auch Pietro Orseolo zurechnete. Während dieses Aufstands legten die Verschwörer Feuer in der Nachbarschaft des Dogenpalasts, das sich dann unkontrolliert ausbreitete und auch die Kirchen San Marco, San Teodoro und Santa Maria Zobenigo sowie über 300 Wohnhäuser zerstörte. Noch am folgenden Tag wurde Pietro Orseolo zum Dogen gewählt, allerdings musste dies in der Kirche San Pietro di Castello im Osten der Stadt geschehen, da beim Aufstand das Kerngebiet der venezianischen Herrschaft abgebrannt war. Nach dem Chronisten Johannes Diaconus hat sich Orseolo am Sturz seines Vorgängers beteiligt. Den wenige Jahre später erfolgten Rückzug des Dogen aus der Politik und vom weltlichen Leben überhaupt wertete Petrus Damianus in seiner Vita et acta sanctissimi patris et partriarchae Romualdi, fundatoris Camaldulensium als Sühne.

### Dogat von 976 bis 978
Zunächst versuchte der neue Doge 976 einen Ausgleich mit Waldrada, der Witwe seines Vorgängers zu erreichen. Sie war eine Verwandte von Adelheid, der Kaiserin des Römisch-deutschen Reiches und Witwe Kaiser Ottos I. Waldrada verzichtete auf alle Ansprüche, was sie auf einem Placitum in Piacenza am 25. Oktober desselben Jahres noch einmal bestätigte. Hingegen verlangte Vitale, der Patriarch von Grado und Sohn des ermordeten Dogen aus dessen erster Ehe, die konfiszierten Güter der Candiano zurück. Er betrieb diese Forderungen vom Hof Ottos II., an den er sich geflüchtet hatte.

Die Pala d’oro, das „Goldene Altarbild“, im Markusdom, deren älteste Teile, nämlich die kleinen runden Medaillons auf der äußeren Rahmenleiste, von einem aus Byzanz eingeführten Antependium aus Silber stammen, das wahrscheinlich von Pietro Orseolo in Auftrag gegeben wurde

Während seiner kurzen Amtszeit als Doge trat Orseolo vor allem als Stifter in Erscheinung. Den Wiederaufbau des Dogenpalastes und die ersten Arbeiten am Neubau der Markuskirche ließ er hauptsächlich auf eigene Kosten durchführen. Die goldene Altartafel – die Pala d’oro – wurde von ihm gestiftet. Er hatte das mit Saphiren, Smaragden, Rubinen und Emailleintarsien geschmückte Kunstwerk in Konstantinopel in Auftrag gegeben. Tausend Pfund in Gold soll Orseolo an die Opfer des Brandes von 976 verteilt haben, und noch einmal die gleiche Summe stiftete er für die Armen.
Die Parteigänger der Candiano waren immer noch sehr einflussreich, doch über die Planung von Anschlägen gelangten sie nicht hinaus. Sie konnten aber weiterhin auf die Unterstützung des Kaiserhofes rechnen. Dieser regte womöglich die Anreise des Guarino an, des Abtes von Saint Michèle de Cuxà, einer Benediktinerabtei in den östlichen Pyrenäen. Heute liegt das Kloster in Katalonien, zu jener Zeit gehörte es zum französischen Languedoc-Roussillon. Guarino war auf dem Rückweg von einer Pilgerreise nach Rom und versuchte, diesmal noch vergebens, den Dogen dazu zu bewegen, sich aus der Welt zurückzuziehen.
Am 17. Oktober 977 schloss der Doge einen Vertrag mit Sicardo, dem Grafen von Istrien ab, der den venezianischen Händlern freien Handel garantierte und sie auf der Halbinsel privilegierte.
Von Felicitas hatte er einen Sohn, der gleichfalls den Namen Pietro trug, und der von 991 bis 1009 Doge werden sollte. Die beiden hatten zudem eine gemeinsame Tochter, deren Name nicht überliefert ist. Sie heiratete Giovanni Morosini, den Begleiter des Orseolo auf der 978 erfolgten Flucht in die Pyrenäen.

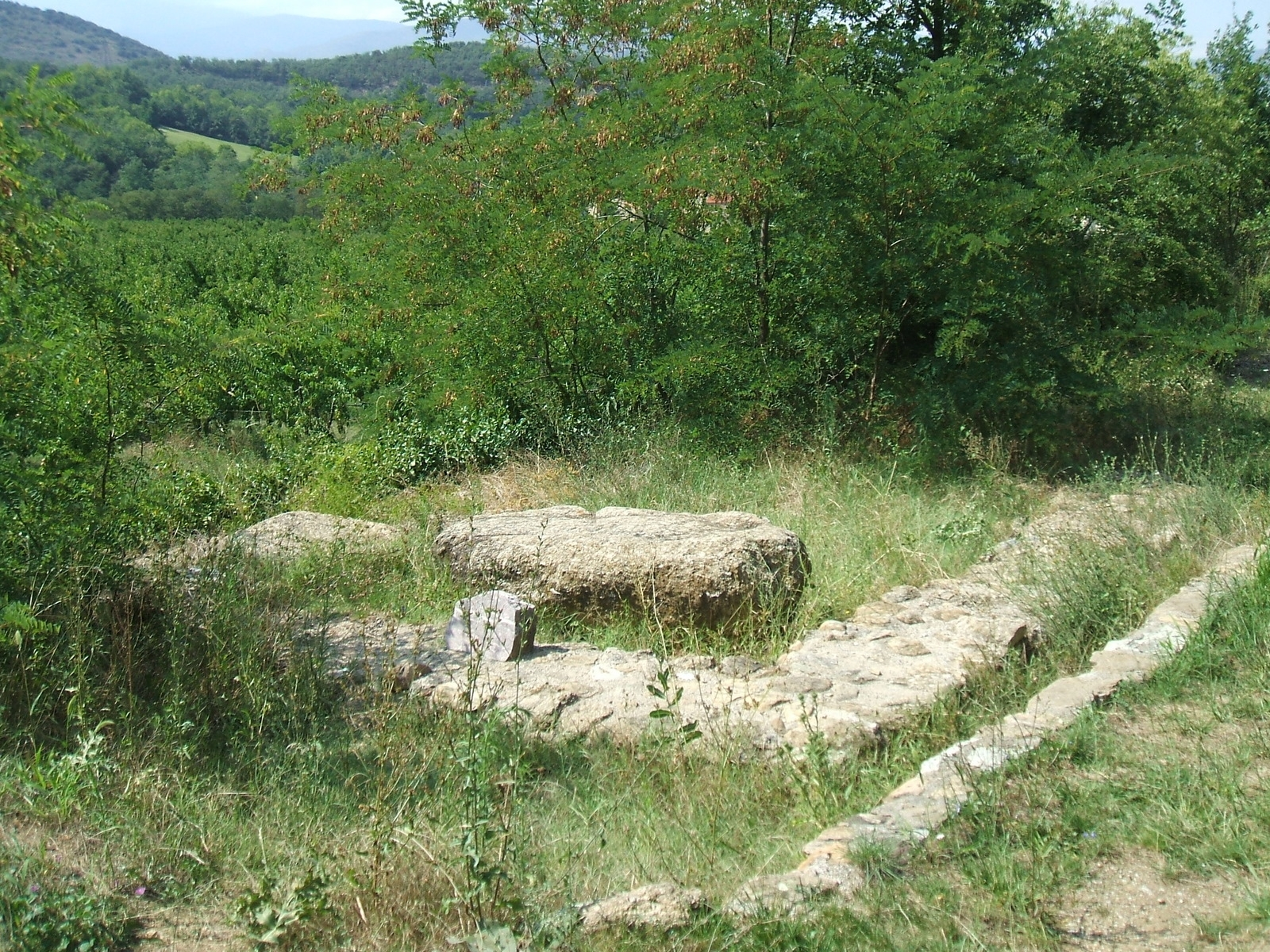
Die angeblichen Überreste der Einsiedelei des Dogen

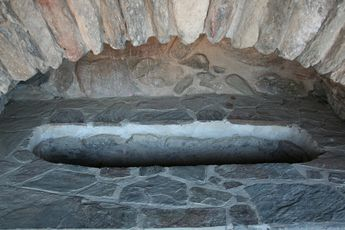
Das Grab in Cuxa

### Flucht und Leben im Kloster Cuxa (978–987/988)
Im Sommer 978 kehrte der Abt nach Venedig zurück. Unterstützt vom jungen Romuald und von einem Einsiedler namens Marino, gelang ihm diesmal, was zuvor fehlgeschlagen war. Johannes Diaconus betont die religiösen Motive des Dogen, Petrus Damiani die politischen. Vielleicht um die Republik nicht weiter der Rache der Familie Candiano auszusetzen, vielleicht auf Druck des Kaisers, entschloss er sich, Venedig für immer zu verlassen. So sollte das Amt des Dogen für einen Mann frei werden, der keiner der verfeindeten politischen Blöcke in der Lagunenstadt angehörte. Doch folgte ihm Vitale Candiano im Amt, der seinerseits nach einem Jahr zurücktrat. In der Nacht vom 30. August auf den 1. September 978 reiste Pietro Orseolo heimlich in Gesellschaft von drei Religiosen und dem besagten Giovanni Morosini sowie Giovanni Gradenigo ab und begab sich in die Benediktinerabtei von Cuxa.
In diesem Kloster soll er ein beispielhaftes monastisches Leben geführt haben, wobei der hl. Romuald einige Zeit sein spiritueller Begleiter gewesen ist. Pietro Orseolo starb am 10. Januar 987 oder 988 und wurde im Kloster Cuxa beigesetzt.

## Rezeption und Verehrung als Heiliger

### Verehrung, Selig- und Heiligsprechung

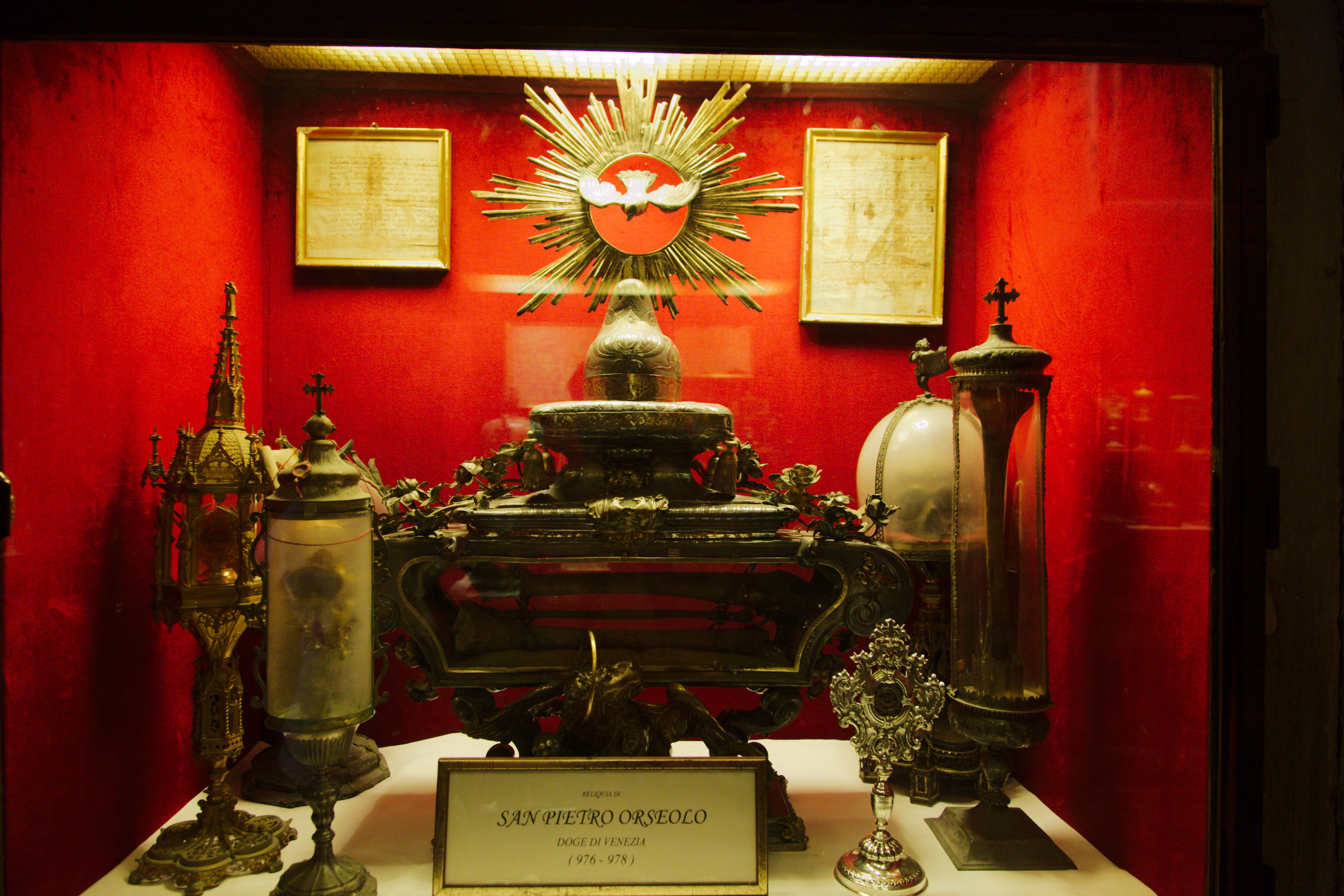
Reliquien in der Schatzkammer des Markusdoms

Bereits im 11. Jahrhundert wurde Pietro Orseolo verehrt, 1027 seliggesprochen. Es erfolgte die Translation seiner menschlichen Überreste in die Kirche von Cuxa. Am 6. Dezember 1644 wurden seine Knochen nach mehrfacher Umlagerung in einer goldverzierten Holzkiste unter den Altar des hl. Romuald gestellt. Offiziell wurde die Verehrung jedoch erst 1731 durch Papst Clemens XII. gestattet. Gedenktag des Heiligen ist der 10. Januar. Der hl. Pietro Orseolo wird entweder als Mönch oder im Gewand des Dogen abgebildet.

### Rezeption in der Kunst

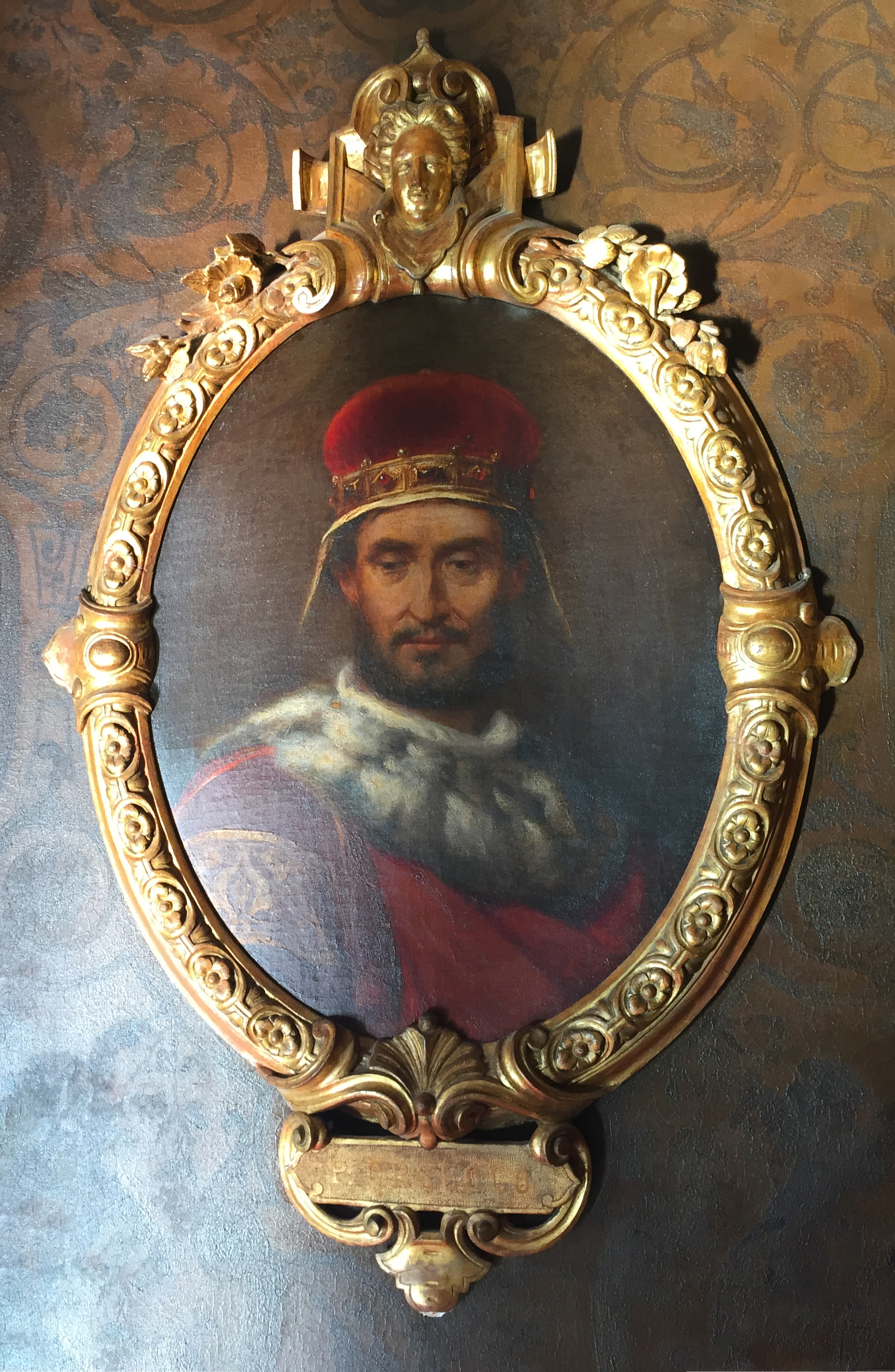
Phantasieporträt des Dogen im Caffè Florian

In der Werkstatt Giovanni Bellinis entstand um 1490 ein Bild, das Pietro Orseolo und seine Gemahlin Felicita Malipiero als Betende darstellt. Es befindet sich im Besitz des Museo Correr in Venedig. Giovanni Marchiori (1696–1778) fertigte eine Statue des Heiligen für die Kirche des hl. Rochus, die Chiesa di San Rocco, ebenfalls in Venedig. Im Caffè Florian am Markusplatz entstand neben einer Reihe anderer Räume ab 1858 eine Sala degli Uomini illustri, ein Raum, der 2012 restauriert wurde. Dort entstanden neben Porträts von Carlo Goldoni, Tizian und Andrea Palladio auch solche von Paolo Sarpi, Marco Polo und dem Admiral Vettor Pisani. Zudem entstanden drei Dogenporträts, nämlich neben Darstellungen von Enrico Dandolo und Francesco Morosini ein Phantasieporträt des Pietro Orseolo.

### Rezeption in der Geschichtsschreibung

#### Bis zum Ende der Republik (1797)
Für das Venedig des 14. Jahrhunderts war die Deutung, die man der kurzen Herrschaft des Orseolo gab, von ungewöhnlicher symbolischer Bedeutung. Das Augenmerk der Chronik des Dogen Andrea Dandolo repräsentiert in vollendeter Form die Auffassungen der längst fest etablierten politischen Führungsgremien, die vor allem seit diesem Dogen die Geschichtsschreibung steuerten. Sein Werk wurde von späteren Chronisten und Historikern immer wieder als Vorlage benutzt, er selbst übernahm in diesem Falle besonders weitgehend die Annahmen des Johannes Diaconus. Dabei standen weniger die Fragen nach der politischen Unabhängigkeit zwischen den Kaiserreichen, des Rechts aus eigener Wurzel, mithin der Herleitung und Legitimation ihres territorialen Anspruches, im Mittelpunkt, als vielmehr zunächst der Umgang mit einer politischen und städtebaulichen Katastrophe. Die Frage der Erbmonarchie, die die Candiano durchzusetzen gedachten, und die noch lange virulent blieb, war zur Zeit Andrea Dandolos in keiner Weise mehr mit den Interessen der zu dieser Zeit herrschenden Familien, vor allem aber nicht mehr mit dem Stand der Verfassungsentwicklung in Übereinstimmung zu bringen. Zugleich blieb der Ausgleich zwischen den ehrgeizigen und dominierenden Familien eines der wichtigsten Ziele, die Herleitung ihrer herausgehobenen Position im Staat von großer Bedeutung. Die Etappen der politischen Entwicklungen, die schließlich zur Entmachtung des Dogen, dem man zunehmend Repräsentationsaufgaben zuwies, aber keine eigenständigen Entscheidungen mehr zugestand, war ein weiteres Darstellungsziel. Dessen Verwirklichung war im 14. Jahrhundert vergleichsweise weit vorangeschritten. Im Falle Pietro Orseolos wurde besonders die Rolle der Kirche verschleiert, durch deren Einfluss der Doge aus der Stadt in ein abgelegenes Kloster floh.

Italien und der Adriaraum um 1000

Die älteste volkssprachliche Chronik, die Cronica di Venexia detta di Enrico Dandolo aus dem späten 14. Jahrhundert, stellt die Vorgänge ebenso wie Andrea Dandolo auf einer in dieser Zeit längst geläufigen, von Einzelpersonen, vor allem den Dogen beherrschten Ebene dar, wobei hier ausschließlich der gute Charakter des Dogen hervorgehoben wird, des „homo sanctissimo et di perfecta vita“. Die Chronik berichtet über „Piero Ursiolo“, er sei in der Kirche des Bistums gewählt worden, dem heutigen San Pietro di Castello im äußersten Osten der Stadt. Für ihn stand nicht die „degnitade“ im Vordergrund, sondern die Sorge für die Armen. Er ließ den Dogenpalast wieder aufbauen, und auch die Markuskirche. Letzteres erfolgte aus den eigenen Mitteln des Dogen. Auch unterstützte er „molte et diverse perseqution“, die durch das Haus des ermordeten Dogen geschehen waren. Am Ende verweigerte er es, als Doge zu regieren („refiudò lo ducado“) und zusammen mit dem Abt von San Michele auf Murano ging er nach Aquitanien, wo er ein so heiligmäßiges Leben führte, dass Gott für ihn zahlreiche Wunder sichtbar machte. „Und bis zum heutigen Tag“ werde er, so die Chronik, in den entsprechenden Gemeinden öffentlich verehrt, „habiando ducado anni II e meço“, nach zweieinhalb Jahren der Herrschaft also.
In Pietro Marcellos Zählung ist „Pietro Orseolo doge XII.“, also der 12. Doge – wohl ein Druckfehler, denn es sollte sicherlich der 22. Doge sein, zumal er seinen Vorgänger als 21. Dogen zählt. Marcello sah 1502 in seinem später ins Volgare unter dem Titel Vite de'prencipi di Vinegia übersetzten Werk den neuen Dogen als „huomo molto da bene, & giusto“. Um dem Volk die Freiheit zurückzugeben, hatte man Pietro IV. Candiano überfallen („assaltare“) und Feuer gelegt. Doch dieses wurde durch einen starken Wind so sehr angefacht, dass nicht nur der Palast, sondern auch die Markuskirche abbrannte. Den Palast ließ er viel großartiger wiedererrichten, ebenso die Markuskirche. Zu dieser Zeit eroberten die Sarazenen Capua und belagerten Bari, doch der Doge habe sie an der Spitze einer Flotte besiegt. Nach der Geburt eines Sohnes schworen er und seine Frau ewige Keuschheit. Trotz seiner Erfolge „alcuni pochi tristi ministri, & autori di quel Candiano, turbarono grandemente il pacefico stato di quel reggimento“ – ‚einige wenige traurige Diener‘ also, dazu Parteigänger jenes Candiano, brachten den Frieden des Staates erheblich in Gefahr –, die vom geflohenen Patriarchen unterstützt wurden. Von besagtem Abt in Gesprächen überzeugt, folgte der Doge seiner Neigung zum Kloster. Verkleidet, „travestito“, verließ er, ohne jemandem etwas zu sagen, Venedig und ging „in Guascogna“. Dort habe er zahlreiche Wunder gewirkt.
Nach den Historie venete dal principio della città fino all’anno 1382 des Gian Giacomo Caroldo, die der Autor 1532 abschloss, wurde bei der Belagerung des Dogenpalasts im Jahr 976 auf Anraten des „Pietro Orsiolo“, der am „rio di palazzo“ sein Haus hatte, mittels Pech und anderer Materialien Feuer gelegt. Dieses griff jedoch nicht nur auf den befestigten Dogenpalast über, sondern auch auf über 300 Häuser, auf San Marco und die Kapelle des hl. Theodor sowie „Santa Maria Zubenigo“. Vor der Hitze und dem Rauch des Feuers flohen die Belagerten mit Mühe ins Freie. Dort töteten die Aufständischen mit ihren Schwertern den Dogen nebst seinem Kind sowie seine Soldaten. In der „Chiesa di San Pietro, alli XIJ Agosto MCCCCLXXVJ“ wurde Pietro Orseolo zum Dogen gewählt, der, so heißt es, ‚seit frühester Jugend all seine Bemühungen darauf verwandt hatte, Gott zu gefallen‘. Er lehnte das Amt ab, da es ihn von seinem Weg abbringe, doch gab er aus Verantwortung für die Republik den Bitten des Volkes nach. Das Volk wurde auf ihn vereidigt und alle bestätigten ihn als Dogen. So bald wie möglich wollte er wieder in sein Haus einziehen. Seine Frau „Felicita“ überzeugte nach der Geburt ihres Sohnes Pietro vom Wert der Keuschheit. Neben Wiederherstellungsarbeiten an den vom Feuer schwer geschädigten Kirchen „ordinò che la palla dell’altare a Constantinopoli fosse fatta d’oro et argento con mirabil magistero“, er bestellte also die noch heute existierende Pala d'oro in Konstantinopel, die dort aus Gold und Silber mit wunderbarer Meisterschaft geschaffen wurde. Nach dieser Chronik reiste Vitale Candiano, der sich wegen des grausamen Todes seines Vaters grämte, nach Sachsen zu Kaiser Otto II., den dieser Tod gleichfalls schmerzte. Immerhin konnte die Frage des Erbes der Waldrada („Valderacha“) durch „Dominico Carimano nuncio“ geregelt werden. Auf den Konflikt mit dem Kaiser geht Caroldo danach nicht weiter ein. Mit „Sicardo Conte et Popolo Justinopolitano“ kam es zur Erneuerung der Privilegien, „liquali s’erano abbrusciati nell’incendio del Palazzo“, die im Feuer des Dogenpalastes verbrannt waren (S. 74). Dass Istrien auf Reichsgebiet lag, und der Conte gar nicht berechtigt war, eigenständige Verträge mit auswärtigen Mächten zu schließen, verschweigt die Chronik gleichfalls. Guarino, der besagte Abt aus „Aquitania“, der den hl. Markus besonders verehrte, reiste von Rom nach Venedig. Doge und Abt „insieme longamente stetero in colloquio più volte“. Bei diesen mehrfachen, langen Gesprächen teilte der Doge dem Abt mit, dass ihm von vielen Venezianern Hass entgegengebracht würde, wegen des Todes des Candiano-Dogen, und dass der Patriarch von Grado am Hof der Ottonen gegen ihn intrigiere. Der Abt tröstete ihn, und ermahnte ihn dazu, seinen Geist auf die göttliche Hilfe zu richten, wenig die Dinge der Welt achtend, die den Menschen bis zum Tode begleiteten. Diesen Weg wollte der Doge einschlagen, doch brauche er noch Zeit, um den Staat wohlgeordnet zu hinterlassen. Auch wenn ständig Anschläge auf ihn geplant wurden, wie ihm zu Ohren kam, so setzte er sein Werk doch fort und wartete auf die Rückkehr des Abtes. Der Doge liebte die Armen und war freigebig bei den Almosen, beim Palast gründete er das „hospitale che si chiama di San Marco“, das San-Marco-Hospiz. Dann verließ er im Alter von 50 Jahren und nach zwei Jahren und 20 Tagen als Doge, heimlich oder verborgen („occultamente“) Venedig, „senza dir parola ad alcuno delli suoi“, ‚ohne den Seinen auch nur ein Wort zu sagen‘. Während seine Begleiter die Härten des klösterlichen Lebens auf sich nahmen, klagte der Doge, „per esser nutrito in delicie“, könne er „l’astinenza, et digiuni, senza nocumento [sic!] della mia vita“ nicht mehr ertragen. Seinem Sohn sagte er vorher, dass er zum Dogen gewählt werden würde. Pietro Orseolo starb nach 19 Jahren im Kloster am 11. Januar. Sein Grab werde vor allem in Frankreich verehrt und häufig besucht, wie der Chronist anmerkt.
In der 1574 erschienenen Chronica das ist Warhaffte eigentliche vnd kurtze Beschreibung, aller Hertzogen zu Venedig Leben des Frankfurter Juristen Heinrich Kellner, die auf Pietro Marcello aufbauend die venezianische Chronistik im deutschen Sprachraum bekannt machte, ist „Peter Orseolus der zwey und zwantzigste Hertzog“, „ein sehr frommer und gerechter Mann“. Er wurde 976 „zu S. Peter in der Kirchen/mit verwilligung des gantzen Volcks/und einhelliger Stimm/Hertzog erwehlet“. Doch weigerte er sich zunächst, das „Ampt“ anzunehmen. Aber das Volk bat ihn darum, und so „ließ er sich die Liebe des Vatterlands bewegen“. Darauf ließ er „jederman schweren“, keinen Aufruhr mehr gegen den Dogen zu dulden, und nichts geschehen zu lassen, was der Gemeinde nicht nutzte oder zuträglich wäre. Dann zog er sich in sein Haus zurück, ließ den Dogenpalast schöner als zuvor wieder aufbauen und den in der Markuskirche geretteten „Cörper“ des Heiligen „an sein ort legen“. Gegen die Sarazenen, die Capua erobert hatten und nun Bari belagerten, versorgte er die Belagerten mit „Proviandt“. Die Flotte erhielt Unterstützung „auß Griechenland mit Orseolo“ und besiegte in einer Schlacht die Sarazenen, die sie in die Flucht schlugen. „Als nun Peter ein Son erzeugte mit seinem Gemahel Felicita/gelobten er und sein Haußfrauw Gott dem HERRN ewige Keuschheit.“ Das ansehnliche Regiment wurde durch „schalckhafte Diener und böse Buben deß vorigen Hertzogs Candiani“ und „verreitzet und verhetzet Vitalis/Patriarch von Aquileia / Ottonem den Keyser /den zweyten deß Namens/ hart wider die Venetianer“. Ein Gasconier namens Quirin oder Curcin besuchte die Markuskirche und kam mit dem Dogen ins Gespräch. Er brachte ihn dahin, das Amt aufzugeben; dieser nahm sich der Armen an, baute „einen Spital / welcher noch auff diesen tag bey S.Marx Kirchen stehet.“ Er schützte die „Brüderschafften / die Geistlichen/und die gantze Religion hefftig und freundtlich.“ Auch widersetzte er sich den Umtrieben des Patriarchen und seiner Anhänger. Doch „verkleidet er sich einstmals bey der nacht“ und verließ heimlich Venedig. „Und wie man sagt/ hab er hernach ein Christlich unnd heylig Leben in Gasconien geführet/da er auch gestorben“. Er soll, „wie etliche schreiben“, danach „viel Zeichen gethan haben“.

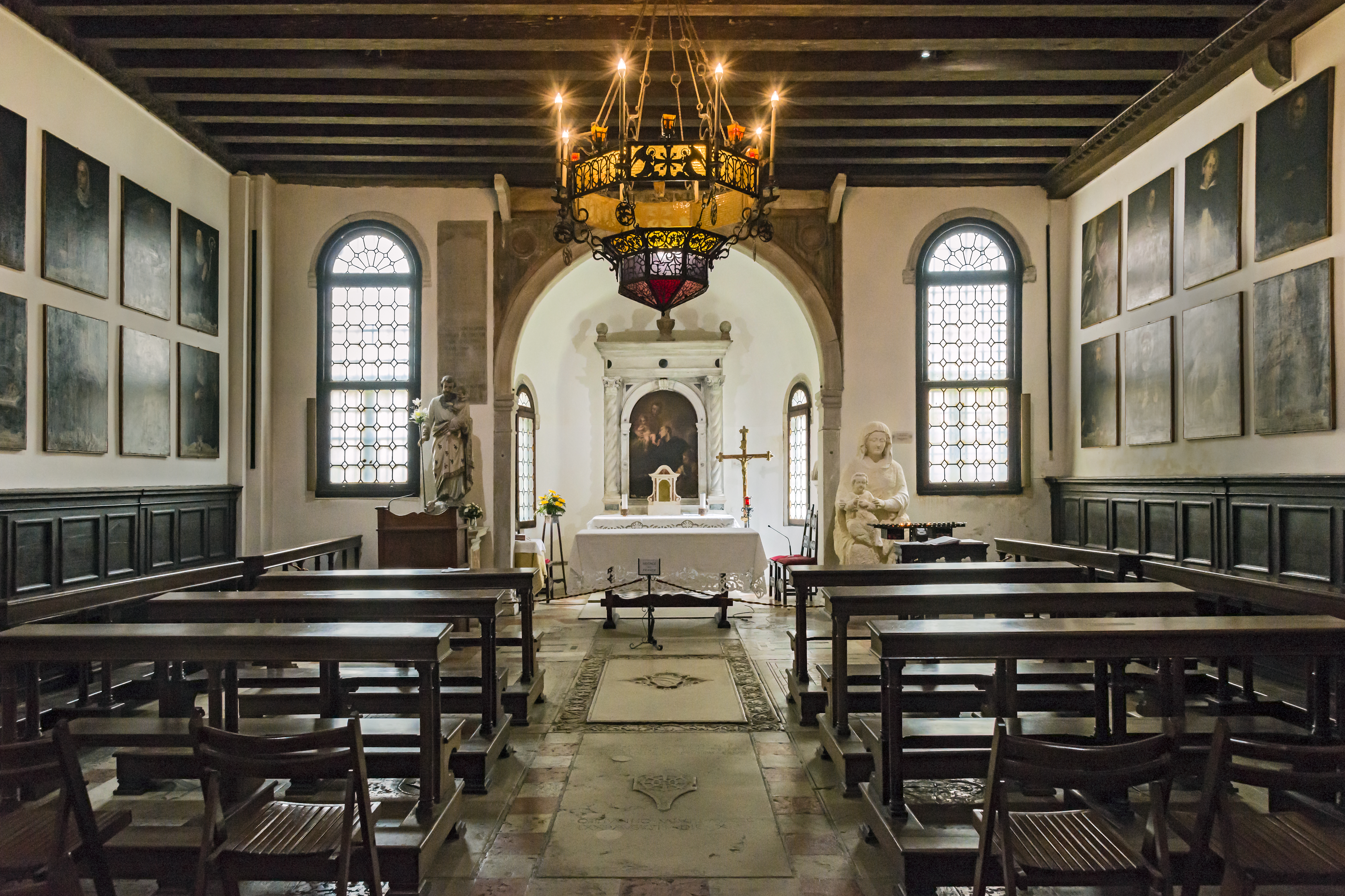
San-Mauro-Kapelle in Madonna dell’Orto

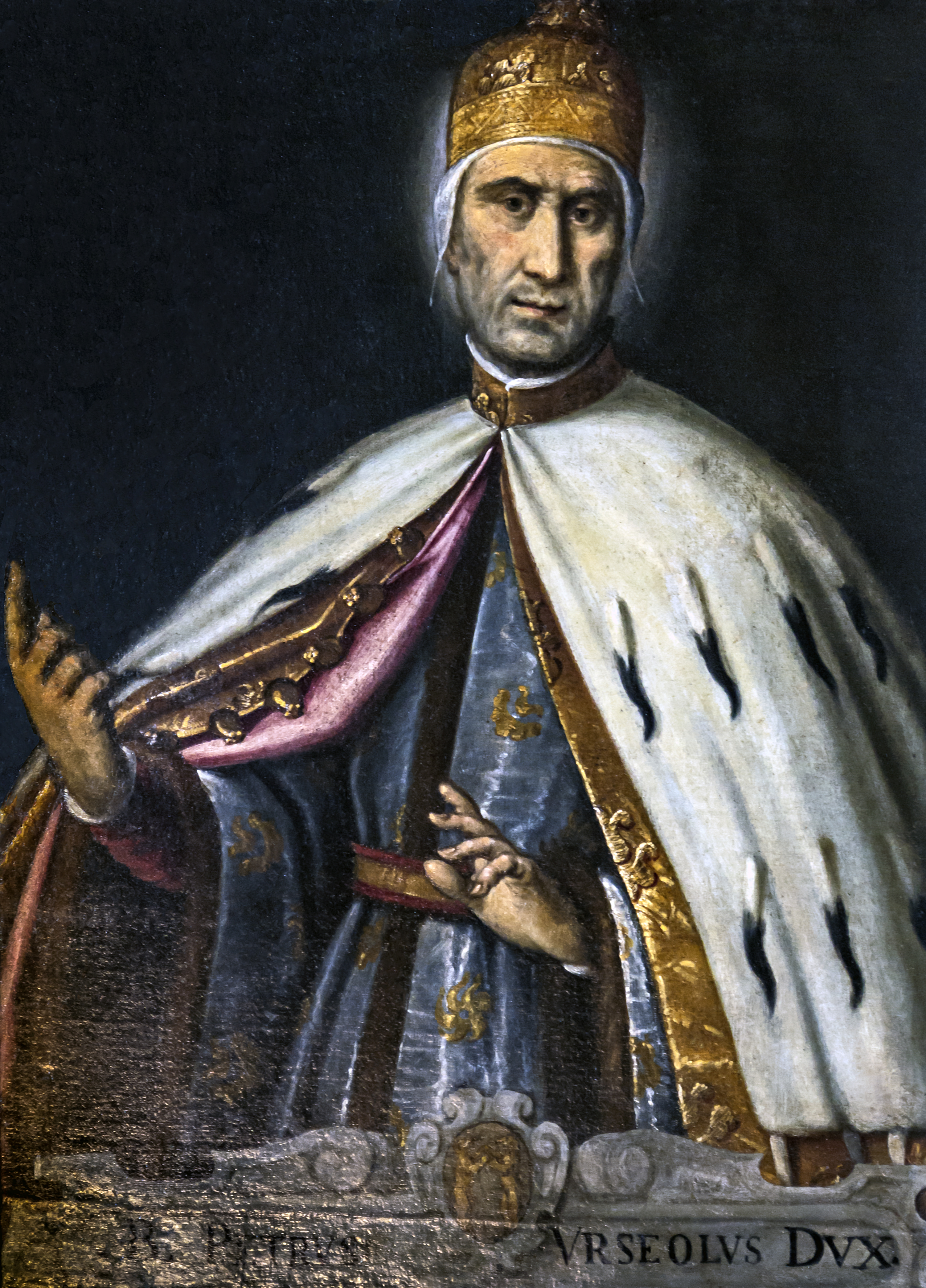
Darstellung des „Urseolus Dux“ in der Kirche Madonna dell’Orto in Cannaregio, entstanden um 1622. Die Kirche reicht der Tradition nach bis 982 zurück.

In der Übersetzung von Alessandro Maria Vianolis Historia Veneta, die 1686 in Nürnberg unter dem Titel Der Venetianischen Hertzogen Leben / Regierung, und Absterben / Von dem Ersten Paulutio Anafesto an / biss auf den itzt-regierenden Marcum Antonium Justiniani erschien, wird der Doge, abweichend von Pietro Marcello, „Petrus Orseolus, Der 23. Hertzog“ genannt. Im „Augustmonat deß 975. Jahrs“ griffen die Aufständischen den Dogenpalast an, legten, als sie auf Widerstand trafen, an verschiedenen Stellen Feuer (S. 142). Vianoli meint, dies sei nun „das erbärmliche Ende dieses Hertzogen gewesen“. Man habe sich „in St. Peters / der Bischofflichen Haupt-Kirche im Castell/ dieweilen deß heiligen Marci seine nunmehro durch das Feuer verzehret war“ versammelt und dort im Jahr 976 Pietro Orseolo gewählt, „eine Person von viel und herzlichen Tugenden“. Die Wahl nahm er nur auf „Bitten des Volcks“ an, „auf daß er die Gemeine nicht wiederum in einig andere Trübseligkeiten stürtzen möchte“ (S. 146). Bedingung war jedoch ein Eid, nie wieder „Aufruhr oder Meuterey“ zu begehen. In seiner „Behausung bey S. S. Philippo und Jacobo“ führte er ein „privat- und eingezogenes Leben“. Den Dogenpalast ließ er „meistens auf seine eigenen Unkosten“ noch prächtiger wieder aufbauen. „St. Marken Cörper/der in der Kirchen von den Flammen war errettet worden“, legte er wieder „an seinen Ort“. Mit Unterstützung der Byzantiner siegten die Venezianer über die Sarazenen vor Bari, wurden „die Barbaren in die Flucht gebracht / und den mehrern Theil davon ersäufft und gefangen bekommen“. Dabei nimmt Vianoli an, der Doge habe die Flotte selbst befehligt und er sei dementsprechend im Triumph heimgekehrt. „Mit seiner Gemahlin Felicitas“ habe „er zuvor einen Sohn erzeuget“. Daraufhin „gelobete er / nebens seiner Hausfrauen / ewige Keuschheit zu halten“ (S. 149). Lakonisch fügt der Autor an, der Doge habe „mit Johanne Gradenigo und Johanne Morosini, das Geistliche Leben angetreten / und sich nacher Gasconien (einer Provintz in Frankreich) in ein Kloster begeben“.

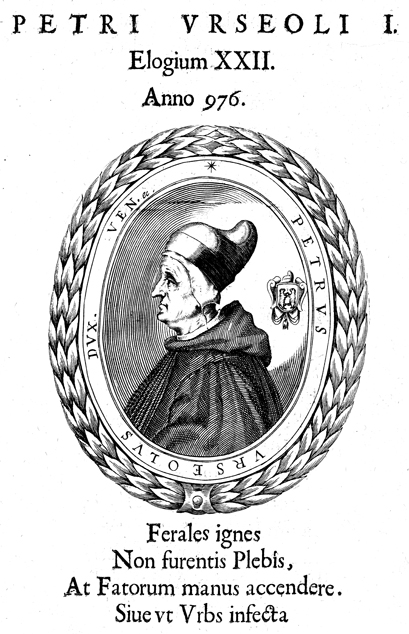
Leone Matina: Phantasieporträt des Dogen in der wohl ersten gedruckten Porträtserie aller bis dahin anerkannten Dogen, dem Ducalis regiae lararium von 1659

1687 schrieb Jacob von Sandrart in seinem Opus Kurtze und vermehrte Beschreibung Von Dem Ursprung / Aufnehmen / Gebiete / und Regierung der Weltberühmten Republick Venedig, dass im 17. Jahr der Herrschaft des vierten Candiano „das Volck auf die Beine kam/und den Palast in den Brand steckte“. „Durch diese Feuersbrunst aber giengen zugleich 300. Häuser / und drey der vornehmsten Kirchen mit in dem Rauch auf“, der Doge und sein kleiner Sohn wurden ermordet. Zum 22. Dogen wurde „Petrus Urseolus“ gewählt. Er ließ die Markuskirche „so in voriger Brunst mit eingeäschert worden / wieder zurichten“ und ließ „die so künstliche und mit Gold und Edelgesteinen so wunder herzlich ausgezierte Tafel / so man aus Constantinopel anhero gebracht/und heutiges Tages alldorten noch zu sehen ist.“ Auch seinen Sieg bei „Baro“ nennt der Autor. Nach zwei Jahren der Regierung „stahl er sich heimlich davon / begab sich in Aquitanien/ und gieng daselbst in ein Kloster; hinterließ aber dieses Lob: daß er ein Mann grosses Ansehens und Verstandes gewesen.“
Mit der Heiligsprechung im Jahr 1731 intensivierte sich die Forschung über das Leben des Pietro Orseolo ungemein. In Venedig erschien aus der Feder des Camaldulensers und Mathematikers Guido Grandi die Vita del Glorioso Prencipe S. Pietro Orseolo Doge di Venezia, indi monaco , ed Eremita Santissimo. Grandi, der zahlreiche Quellen zitiert, legte sich auf das Geburtsjahr 928 fest, wobei er eine Reihe von Hypothesen, wie er sie selbst nennt, aufführt, die die Herkunft des Namens und die Verwandtschaftsverhältnisse der Orseoli, die mit den Partecipazio (Particiachi) zusammenhingen, berührt, ein Name der wiederum mit den Parthern in Verbindung gebracht wurde (S. 10), was dem Verfasser aber wegen der Entfernung des Landes unwahrscheinlich vorkam. Selbst der Doge Orso Ipato zähle zu seinen Vorfahren. Auch wenn die Namen der Eltern unbekannt seien – manche nehmen Pietro auch als Namen des Vaters an, so der Verfasser –, so erhielten sie doch allseits Lob für die Erziehung ihres Sohnes, dessen wichtigste Bemühung darin lag, Gott zu gefallen. Dabei zitiert er in einer Fußnote aus Dandolos Chronik. Und da er im Nächsten das Abbild Gottes sah, half er den Armen und stiftete Frieden. „Circa l'anno di nostra salute 946“ heiratete er, auch dies „contra sua voglia“, ‚Felicia oder Felicita‘. Mit seiner vollkommenen „Consorte“ lebte er „in perfetta unione più di animi, che di corpi“, ‚in perfekter Einheit, mehr der Seelen als der Körper‘. Nach der Geburt ihres Sohnes Pietro gelobten sie ewige Keuschheit. Dabei weist der Autor Behauptungen von sich, das Paar habe noch weitere Kinder gehabt, nämlich einen Giovanni und einen Orso, Patriarch von Grado. Dies basiere auf Verwechslungen, denn der eine sei ein Neffe, der andere ein Enkel des Pietro Orseolo gewesen. Gegen die Behauptung, das Paar habe zuvor ein Mädchen bekommen, wendet sich Grandi gleichfalls, jedoch mit einer spitzfindigen sprachlichen Argumentation. So könne dieser angebliche Schwiegersohn auch eine andere Verwandte, etwa eine Schwester oder Nichte geheiratet haben. Zumindest habe er die besagte Vermutung damit ‚unwahrscheinlich‘ gemacht, wie er selbst meint (S. 15). Der Doge trat auch bei Grandi durch das Verbot des Handels mit christlichen Sklaven hervor, die an Muslime verkauft wurden, dann durch das besagte Verbot, Schreiben an den Kaiser zu schicken, ohne dass sie im Dogenpalast zuvor bekannt („conosciute“) wurden. Dies schade der Christenheit ebenso, wie die Lieferung von Waffen an die Feinde der Christen („Nemici del nome cristiano“), die ebenfalls untersagt wurde. Dann erst wendet sich der Autor rückblickend dem Mord an Pietros Vorgänger im Dogenamt zu, dessen „Prencipato“ zu einem „Dominio Tirannico“ ‚degeneriert‘ war (S. 19). Einen Tag nach dem Tod des Candiano wurde Pietro Orseolo zunächst gegen seinen Willen zum neuen Dogen gewählt; wie gehabt beruhigte er das Volk, behandelte alle gleich, erneuerte die Kirchenbauten und ließ ein Hospiz errichten. Auch die Pala d'oro fehlt bei dieser Auflistung der Wohltaten nicht. Auch habe er die Reliquien des hl. Markus „dentro un pilastro“, ‚in einem Pilaster‘ also, versteckt, so dass sie erst im Jahr 1094 nahe der „Cappella di San Leonardo“ wiederentdeckt wurden (S. 30). Die Candiano-Partei schöpfte aus der Tatsache, dass bereits einen Tag nach dem Dogenmord ein neuer Doge gewählt worden war – „tanto presto, e senza lunga consulta“ –, den Verdacht, dass es zuvor bereits eine Absprache gegeben habe. Um Doge zu werden, habe Pietro Orseolo sein Einverständnis gegeben, dass sein Haus zum Entflammen des Dogenpalastes genutzt würde (S. 33). Die spätere Flucht wurde dementsprechend als eine Art Sühne gedeutet. Doch die Candiano-Partei ging noch weiter, indem sie das Leben des Dogen bedrohte. Es war Vitale, der von Otto II. „vendetta“ für den Tod seines Vaters forderte, und Waldrada, die ihre Mitgift zurückforderte. Doch gelang es dem Orseolo, den Zorn Adelheids („l'ira di questa gran Dama“) zu beruhigen und mittels des ‚Sondergesandten‘ („ambasciatore straordinario“) eine für alle Seiten akzeptable Lösung zu finden – unter Entschuldigung für die ‚vom Volk‘ begangenen Taten („scusò l'eccesso commesso dal popolo“). Angeblich kam Waldrada persönlich nach Venedig, denn der Doge hätte ihr freies Geleit zugesagt („salvo condotto“). Ein Vertrag wurde aufgesetzt, der Adelheid in Piacenza vorgelegt und von ihr anerkannt wurde. Da Vitale nicht so heftig beleidigt worden war („così altamente offesa“) wie Waldrada, gelang mit ihm als Kirchenmann, der zudem den Angelegenheiten der Pflicht („le cose del dovere“) eher geneigt war, ebenfalls ein Ausgleich. Die zugehörigen Dokumente seien jedoch verloren gegangen. Einige behaupteten, so der Autor, der Doge habe zugesagt, auf eigene Kosten die Mauern von Rialto wieder aufzubauen, was jedoch von anderen Pietro II. Orseolo zugeschrieben werde. Daraufhin schildert Grandi die Ereignisse um den Vertrag mit Capodistria, wobei er es für zu schlecht belegt hält, dass es zuvor zu einem Krieg gekommen sei (S. 40–43). Den angeblichen Seesieg über die Sarazenen vor Bari führt er auf eine Verwechslung mit den Kämpfen seines gleichnamigen Sohnes zurück. Dem Wirken der Pilger, die schließlich den Dogen dazu veranlassten zu fliehen, widmet der Autor in blumiger Sprache elf Seiten, der Flucht im Gewand eines Armen weitere sechs (S. 59–64). Nun suchten die Venezianer den Dogen, woraufhin sich dieser den Bart abschnitt, um nicht entdeckt zu werden. Sie stießen auf die Pilgergruppe, drohten damit, Guarino zu enthaupten, doch dieser forderte sie auf, den Dogen unter seinen Leuten zu suchen. Als sie ihn nicht erkannten, segelten sie heimwärts. Schließlich schildert der Autor das Noviziat des Dogen (ab S. 68), den Rückzug in die Einsiedelei, Kasteiungen und Versuchungen, dann die besagte Prophezeiung für seinen Sohn, der ihn in der Eremitage besucht (S. 84–87) und schließlich seinen Tod und seine ‚erste Beerdigung‘ (bis S. 90). Es folgen Visions- und Wunderberichte, Besuche von Gläubigen auch aus Venedig, Translationen, wie etwa 1487 und 1644, dann die Ausbreitung des Kultes ‚in ganz Europa‘ (S. 98) und die Heiligsprechung. Dieser lange Prozess, der dazu erforderlich war, hatte die Protagonisten dazu veranlasst, die bekannten Quellen erstmals zusammenzutragen.

#### Moderne Geschichtsschreibung

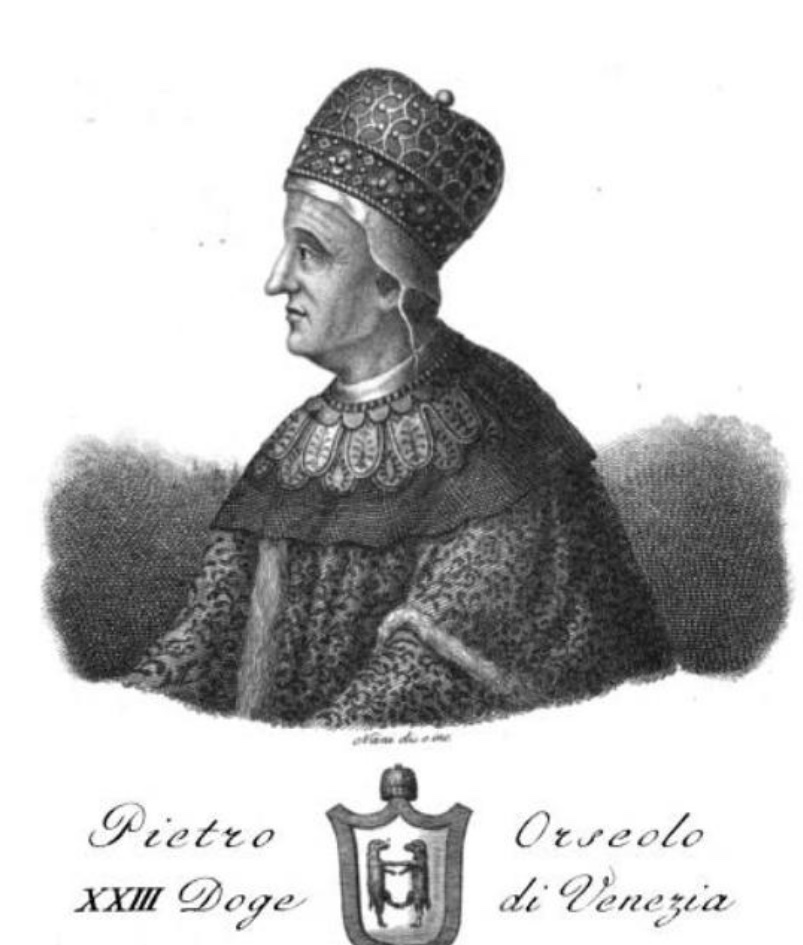
Phantasiedarstellung des Dogen, vor 1834 angefertigter Kupferstich, Antonio Nani: Serie dei Dogi di Venezia intagliati in rame da Antonio Nani. Giuntevi alcuni notizie biografiche estese da diversi, Bd. 1, Merlo, Venedig 1840, o. S. (Google Books)

Wesentlich kritischer bei der Deutung dieser Quellen war Johann Friedrich LeBret, der 1769 den ersten Band seiner insgesamt vierbändigen Staatsgeschichte der Republik Venedig publizierte, der sich aber auch ausführlich mit der venezianischen Verfassung beschäftigte. Er wusste über die Herrschaft des Candiano und die Reaktion der Venezianer noch dramatischer als Grandi: „Unumschränkte Befehle donnerten unter ein freyes Volk hinein, das der gebieterischen Mine am aller wenigsten gewohnet war.“ Der Autor merkt zum Aufstand von 976 immerhin quellenkritisch an, dass die älteren Geschichtsschreiber, die also vor Andrea Dandolo schrieben, vom Rat des Peter Orseolus, den Palast in Brand zu setzen, nichts wussten (S. 220). Am 12. August 976 brannten nach Dandolo die Häuser des Orseolus in der Nachbarschaft des Dogenpalasts, auf den die Flammen übergreifen sollten. Nach LeBret war der Doge überrascht, dass an der Spitze des Aufstandes einige seiner Standesgenossen standen. Zum Bericht, der in San Pietro sogleich nach dem Mord an Pietro IV. Candiano gewählte neue Doge habe das Amt zunächst abgelehnt, schreibt LeBret: „Man giebt vor, er habe sich gleich anfangs geweigert, die herzogliche Würde anzunehmen, weil er geglaubet, seine Heiligkeit werde dadurch in Gefahr gesetzet werden. Eine solche Schilderung schicke sich mehr für die Legende der Bollandisten, als für einen philosophischen Geist.“ Nach seiner Auffassung sahen Waldrada und Vitale in dem neuen Dogen „die Haupttriebfeder“ der Katastrophe. Die Kaiserwitwe Adelheid „hielt sich im November dieses Jahres in Piacenza auf, als Waldrada sich bey ihr einfand“ und sich über Doge und Venezianer beschwerte. Vitale floh aus Furcht vor einer Ausweitung des Mordens nach Sachsen und hat „um Rache des an seinem Vater begangenen Mordes gebethen“ (S. 222). Doch Otto wurde durch andere Geschäfte abgelenkt, so dass „die anfangs gefaßte Furcht der Venetianer in etwas gemindert worden.“ LeBret schwenkt danach wieder auf die legendenhafte Überlieferung ein: „Orseolo sah sich als einen Fürsten an, der sein Volk glücklich machen sollte“. Für ihn war die Vernichtung aller Verträge durch den Brand des Dogenpalasts der Anlass, diese zu erneuern. „Weil in dem Brande des herzoglichen Pallastes die Originalschriften vieler Verträge verloren gegangen waren : so erneuerte er gleich nach dem Antritt seiner Regierung mit dem Volke von Justinopolis oder Capo d'Istria […] die Verträge“. Dessen Bewohner setzten allerdings hinzu, „es wolle alles dieses ohne Befehl des Kaisers beobachten“. „Einige rühmen ihn auch als einen Helden, der sich in einem Seegefechte wider die Saracenen sehr hervorgetan. Die ältesten Jahrbücher der Venetianer sagen uns davon nichts.“ Der Verfasser weist darauf hin, dass das angebliche Bündnis, geschaffen von Papst Johannes XIII., auf den Humanisten Flavio Biondo zurückgehe, ebenso wie die Seeschlacht vor Bari. Auch das Verhältnis zum Reich sieht LeBret anders als die venezianischen Chronisten. Der Doge unternahm ihm zufolge nichts gegen die Candiani und ihren Anhang, obwohl sie gegen ihn intrigierten, weil er Otto II. fürchtete, den Vitale gegen Venedig eingenommen hatte. „Er bewies eine besondere Aufmerksamkeit, die Geistlichkeit zu ehren. Denn damals setzte man das Wesen der Religion allein in den größern oder geringern Grad der Achtung gegen die Clerisey. Und diese hat auch seine Neigung zu ihrem Stande mit Danke erkannt.“ Deshalb schildere sie den Dogen als einen Heiligen. Nach Auffassung LeBrets floh der Orseolo vor den immer noch einflussreichen Candiani. Die genannten Kleriker, die den Dogen davon überzeugten, dass er seine Würde, „die er unrechtmäßiger Weise an sich gerissen, Gewissenshalber ablegen, und sich zur Büßung seiner Sünden einer fremden Macht unterwerfen“ solle – dies in Begleitung von Johannes Gradenigo, „welcher Antheil an der Verschwörung wider den Dogen Peter Candian den vierten gehabt“, sowie „Johannes Morosini seines Tochtermannes“ und der drei Kleriker –, nahmen ihn mit ins katalanische Kloster. Die Mönchskutte anzulegen, fiel „dem Dogen, der einer bequemen Lebensart bisher gewohnt gewesen, sehr schwer“, glaubt der Autor. Nach ihm starb der Doge am 10. Januar 997. Seine frühen Hagiographen „wollen den Dogen als einen Heiligen auch in der Ehe schildern, der mit seiner Gemahlinn nur einen einigen Sohn gezeuget: sie bemerken aber nicht, daß Morosini sein Tochtermann gewesen, und daß er also etwa noch eine Tochter müsse grhabt haben.“
Der sehr detailreich darstellende und in den historischen Zusammenhang der benachbarten Herrschaftsgebiete einbettende Samuele Romanin, der diese Epoche 1853 im ersten der zehn Bände seiner Storia documentata di Venezia darstellte, umriss in knappen Worten die dramatischen Szenen in Venedig, in denen Pietro IV. gestürzt und ermordet wurde. Dass sich der von den Verwandten und Mitstreitern des Exilierten aufgehetzte popolo minuto dafür einsetzte, den Verbannten vor der Wahl zurückzuholen, wogegen sich die führenden Köpfe der Stadt wehrten, entnahm Romanin ohne genauere Angaben einer „Cronaca Barbaro“. Schließlich kam es zum Aufstand von 976, in dessen Verlauf der Doge seinen Widersachern direkt gegenüberstand und sie mit „Brüder“ ansprach. Dennoch wurde er mitsamt seinem Sohn und seinen Soldaten getötet, offenbar von Standesgenossen. „Così era compiuta la vendetta popolare“ schließt Romanin. Waldrada, die entkommen war, warf sich der Kaiserinmutter Adelheid zu Füßen. Ihren Bitten um Wiedergutmachung schloss sich der Patriarch Vitale an, der gleichfalls an den Kaiserhof geflohen war (S. 251). Otto II. schickte entsprechende Forderungen an Venedigs neue Regierung. Der neue Doge Pietro Orseolo wird bei Romanin äußerst widersprüchlich dargestellt. Einerseits sei er, folge man Johannes Diaconus, der den Orseolo nahestand, von heiligmäßigem Lebenswandel, von Großzügigkeit. Und der Chronist berichte davon, dass er das Amt zunächst abgelehnt habe. Andererseits sei er die treibende Kraft gewesen, die dafür die Verantwortung zu tragen habe, dass die halbe Stadt in Flammen aufging. Es könne sich, so Romanin, vielleicht aber auch um eine gleichnamige Person gehandelt haben (S. 251). Damit schwenkt der Verfasser wieder auf die Linie der Hagiographen ein. Er nennt noch die gewaltigen Aufwendungen für den Wiederaufbau der Stadt, für militärische Auseinandersetzungen, für die Kompensationen für Waldrada, wozu die Einziehung einer decima erzwungen wurde, die entweder fortan jährlich oder bei Bedarf anfiel. Die Bezahlung einer solchen Abgabe bedeutete nach Romanin möglicherweise das gleiche, wie die späteren Staatsanleihen. Man gehörte damit zur „consociazione veneziana“, erwarb die „cittadinanza“, also das Bürgerrecht. Seine Erläuterungen zu dieser Abgabe – neben dieser bestand das ripaticum, das alle Schiffe zu leisten hatten, die anlegten, dann das teleoneum, eine Warenabgabe, vielleicht eine gabella für die Läden, dann Bußgelder und die Einnahmen aus der Salzgewinnung – macht fast vergessen, wofür sie erhoben wurde, nämlich dazu, Waldradas Forderungen nachzukommen. Ansonsten war der Doge für Romanin wieder ein frommer Mann, der schon immer dem Klosterleben zuneigte.
August Friedrich Gfrörer († 1861) nimmt in seiner, erst elf Jahre nach seinem Tod erschienenen Geschichte Venedigs von seiner Gründung bis zum Jahre 1084 an, dass die Überlieferung „lückenhaft“ sei, „und zwar meines Erachtens darum, weil die Chronisten aus Staatsrücksichten Vieles verschwiegen haben.“ Die verwitwete Waldrada, die mit dem ermordeten Dogen nach salischem Recht verheiratet gewesen war, hätte ihren Besitz gar nicht einklagen können, denn nach diesem Recht waren Töchter gar nicht erbfähig. Sie könne also, so Gfrörer, nur durch Erlaubnis des Kaisers ihr Erbe erstritten haben. Auch Gfrörer meint, sogar aus der Urkunde zitierend, dass alle Artikel des Vertrages mit Capodistria „ohne alle Rücksichtnahme auf Befehle des Kaisers“ gültig sein sollten. Er nimmt an, dass der Streit mit der Stadt und anderen istrischen Städten auf die Versuche Ottos II. zurückzuführen sei, Rache für den Mord am Dogen zu nehmen. Dies gelte umso mehr, als Rhodoaldus, Patriarch von Aquileia, Metropolit auch von Istrien war, nicht der Patriarch von Grado. Gfrörer konstatiert zum neuen Dogen: „Sowohl Dandolo als Chronist Johann geben sich sichtliche Mühe, ihn als ein Muster von Frömmigkeit hinzustellen“, um dann die einem Heiligen zukommenden Hinweise aufzuführen: seine Ablehnung des Amtes, seine Keuschheit, seine Freigebigkeit gegen die Armen und beim Wiederaufbau der Stadt, die heimliche Rettung der Gebeine des hl. Markus und ihre Deponierung an einem nur wenigen bekannten Ort, der Bau des Spitals, seine gewaltigen Spenden an Arme und den Staat (S. 317). Nach der Darstellung des Petrus Damianus hingegen opferte der Orseolo sein Haus zwecks Brandstiftung nur unter der Bedingung, dass er später zum Dogen gemacht würde. Auch hatte er, was der Behauptung der Keuschheit nach der Geburt des Sohnes in Gfrörers Augen widersprach, „einen Schwiegersohn, folglich auch eine Tochter“. Zutreffend ist nach Gfrörer allerdings, dass er vom Klerus gestützt und geschützt wurde, und diese Hilfe brauchte er auch, denn ihm standen Otto II., an dessen Hof der Patriarch, und Adelheid, an deren Hof sich Waldrada geflüchtet hatte, als mächtige Feinde gegenüber. Waldrada stellte jedoch dem venezianischen Gesandten eine „Empfangsbestätigung“ aus, verzichtete also keineswegs auf ihren enormen Besitz, sondern erhielt einen Ausgleich. Diese Kompensation wurde durch die besagte decima aufgebracht. Dabei stellt Gfrörer fest, dass dieser Zehnte schon früher eingeführt worden sein muss, nämlich zur Zeit des vierten Candiano (S. 320). Doch weiterhin gab es in Venedig Männer, die darauf sannen, den Orseolo zu ermorden, wie Gfrörer den Chronisten Dandolo zitiert. Als Strippenzieher im Hintergrund identifiziert Gfrörer Otto II., der mit Adelheids friedlicher Lösung nicht einverstanden gewesen sei. So sei dem Orseolo nur die Flucht geblieben, „weil er sonst unfehlbar durch Gift oder Dolch gefallen wäre“. Der Autor glaubt, Dandolo zitiere Damianus nur deshalb, weil er so bestimmte Dinge aus Staatsräson nicht explizit sagen müsse. So pilgert Marinus, der besagte Abt, nach Venedig, um an den Reliquien des hl. Markus – den der Doge an einem nur wenigen bekannten Ort versteckt haben soll, ein weiterer Widerspruch –, zu beten. Gfrörer mutmaßt umgekehrt, dass die Mönche den in Lebensgefahr befindlichen Dogen und Förderer der Kirche im Auftrag Roms, von wo sie ja – angeblich als Pilger – kamen, wie sowohl Johann als auch Dandolo berichten, in Sicherheit bringen wollten. Gleichzeitig wollten sie die Einverleibung Venetiens ins Reich verhindern, das ihrer Vorstellung der kirchlichen Dominanz im Wege gestanden habe. So brachten sie den Orseolo an einen Platz, der „für Arm und Rache der deutschen Ottonen“ nicht erreichbar war, und dessen Schutzherr, Graf Oliba von Cerdagne und Besalu, selbst 988 ins Kloster Montecassino eintrat, und der niemals seinen Schützling ausgeliefert hätte. Dabei mieden die Flüchtigen Mailand, das sie bereits nach drei Tagen passierten, und erreichten über Vercelli das Ziel. Im Kloster klagte der Doge, dass er „von Jugend an, an gutes Leben gewöhnt und von stattlichem Körperbau mit dem Stücke Schwarzbrot, das man ihm täglich reiche, nicht bestehen könne. Gerührt hierdurch, fügt der Biograph bei, legte ihm Romuald [der zu dieser Zeit nach Gfrörer 50 Jahre zählte] ein Viertel über das gewöhnliche Maß zu“, wie Gfrörer zitiert. Als ihn sein Sohn besuchte, prophezeite er ihm, dieser werde zum Dogen gewählt. Doch solle er gerecht gegen jedermann sein, nie gegen die Verfassung verstoßen und die Kirche Christi ehren und ihre Rechte wahren. Für Gfrörer ein weiterer Hinweis auf die kirchlichen Drahtzieher. In Venedig war man jedenfalls verdutzt, das Volk betrübt.
Pietro Pinton, der Gfrörers Werk im Archivio Veneto in den Jahresbänden XII bis XVI übersetzte und annotierte, korrigierte dessen Vorstellung von einem zu starken Einfluss von Byzanz. Seine eigene kritische Auseinandersetzung mit Gfrörers Werk erschien erst 1883, gleichfalls im Archivio Veneto. Ausdrücklich erklärt er Gfrörers „arte critica“ für stärker als mit Blick auf den Vorgänger. So begründe er das Schweigen des Johannes über die Urheberschaft des Aufstands von 976 mit der Zugehörigkeit des Chronisten zu den Orseolo. Solche Rücksichtnahmen mussten Dandolo und Damiani nicht nehmen (S. 335). Indirekt gestehe jedoch auch Johannes Diaconus die Mittäterschaft des Orseolo ein, denn diejenigen, die Anschläge gegen sein Leben planten, waren dieselben, die Vitale ermutigt hatten, an den kaiserlichen Hof zu fliehen. Dabei ist für Pinton der zeitlich näher an den Ereignissen liegende Johannes Diaconus dennoch glaubhafter als der ein Jahrhundert später schreibende Damiani. Für Pinton genügte die Angabe bei Johannes Diaconus, dass der Doge in seinem Haus wohnen wolle, dass dieses eben nicht angezündet worden sein konnte, um den Dogenpalast in Brand zu stecken, wie Damiani behauptet, zumal es sich nicht dort befand – die Idee, dass diese großen Häuser mehrere Stadthäuser besitzen konnten, diskutiert er allerdings nicht. Im Gegensatz zu Gfrörer erkennt Pinton im Ausgleich mit Waldrada den konzilianten Charakter des Dogen – und dies, wie Pinton anfügt, gegenüber einer Frau, die sicherlich Anteil an der Tyrannei des ermordeten Dogen gehabt habe (S. 337 f.). Heimlichkeit und Eile der Flucht deuten auch für Pinton auf größte Gefahr hin, und auch wenn das Volk getrauert haben mag, so suchte man doch nicht lange nach dem Geflohenen, sondern wählte noch im selben Monat einen neuen Dogen.
1861 hatte Francesco Zanotto, der in seinem Il Palazzo ducale di Venezia der Volksversammlung erheblich mehr Einfluss einräumte, berichtet, dass der Doge, um den Forderungen Waldradas nachzukommen, die Staatsfinanzen ordnete, wozu er die Volksversammlung einberief, die die besagte decima beschloss. Ansonsten folgt der Autor der venezianischen Tradition, erwähnt noch einige Bestimmungen des erneuerten Vertrages mit Capodistria. Seiner Frau und seinem Sohn habe der Doge den Fluchtplan verschwiegen. In einem kleinen Boot hätten die Flüchtlinge die Lagune überquert, berichtet der Autor Johannes Diaconus ausführlich folgend, dann seien sie nach S. Ilario gekommen, auf sechs Pferden durch die Lombardei und das Piemont geritten, dann hätten sie die Alpen überquert, um dann nach wenigen Tagen das Kloster im Roussillon zu erreichen. Dort habe der Fünfzigjährige noch siebzehn Jahre gelebt, seinem Sohn die besagte Prophezeiung gemacht und sei dann 997 gestorben. Schließlich erwähnt er noch die Pala d'oro.
Auch Emmanuele Antonio Cicogna berichtet im ersten, 1867 erschienenen Band seiner Storia dei Dogi di Venezia konventionell, ‚auf den gewalttätigen und ehrgeizigen Dogen, sei ein friedlicher und gemäßigter Doge gefolgt‘. „Pietro Orseolo I“ zählt er als 23. Dogen. Bei ihm war es das ‚wütende Volk‘ („popolo furioso“), das den Vorgänger und seinen Sohn sowie zahlreiche Anhänger („seguaci“) in Stücke gerissen hatte. Dabei glaubt er, nicht nur Waldrada sei zu Adelheid nach Pavia geflohen, sondern auch Vitale. Auch Cicogna nahm an, dass der Doge vor den Candiano in Venedig nach Westen floh, wozu er sich den Bart abschneiden ließ, den die Venezianer nach griechischer Gewohnheit trugen.
Heinrich Kretschmayr fragt nach der knappen, konventionellen Schilderung der Wahl: „Wer wollte dem entgegen der Überlieferung Glauben beimessen, dass der Gewählte eines der Häupter der Verschwörung gewesen sei und eine Flucht aus der Welt nur vollzogen habe, um das mitbegangene Verbrechen an seinem Herrn und Amtsvorgänger zu sühnen?“ Kretschmayr glaubt, Johannes Diaconus sei der „Hauschronist der Orseoli“ gewesen, die „Verunglimpfung“ des vierten Candiano wurde „umso mehr zum Gesetz, je mehr mit den Jahren die aristokratische Oligarchie als die einzig berechtigte Verfassung Venedigs in Geltung und jeder dagegen gewagte Versuch als fluchwürdige Revolution in Verruf gekommen war“ (S. 110). Am Ende sei der Versuch, eine „unabhängige Monarchie“ zu gründen, „in Feuer und Blut erstickt“ worden. Peter Orseolo schildert er als wahren „Resititutor urbis“, der großzügig die Stadt wieder aufbauen ließ. Wieder erscheint der Vertrag mit Capodistria, die Regelung zugunsten Waldradas, die Gegnerschaft Ottos. II., „denn am deutschen Hofe vernahm man die Nachricht von dem gewaltsamen Ende des Pietro Candiano mit Erbitterung“. In ihrer Verzichtserklärung erklärte Waldrada „die Ausfolgerung der ihr als Morgengabe zukömmlichen 400 Pfund Silber und des für ihren ermordeten Sohn fälligen Pflichtteiles, eines Viertels der Verlassenschaft ihres Gemahles, und entschlug sich aller weiteren Forderungen an den Staat“ (S. 118). Ottos fortgesetzte Feindseligkeit veranlasste den Dogen, seinen Fluchtplan zu schmieden. Von Guarinus wurde er, nach Kretschmayr, darin bestärkt. Auch wenn der Verlust in Venedig „empfunden werden mochte, mag man dort nun doch aufgeatmet haben“.
Mit Pietro Orseolo, so John Julius Norwich in seiner zwischen 1977 und 2011 mehrfach aufgelegten History of Venice, erscheine das vielleicht einzige republikanische Staatsoberhaupt, das später kanonisiert worden ist, wenn auch die Tatsache, dass er Frau, Kind und politische Verantwortung hinter sich gelassen habe, heute nicht unbedingt zur Heiligkeit qualifizieren würde. Er behauptet, „Candiano’s extravagances“ hätten die Kassen geleert, die Dogenwitwe Waldrada, verlangte ihre Mitgift zurück, das Stadtzentrum musste neu aufgebaut werden – die Zerstörungen waren so groß, dass der Doge verpflichtet wurde, wie Norwich meint, den Regierungssitz in sein privates Haus zu verlegen, nahe beim verkohlten Dogenpalast. Aus seinem privaten Vermögen konnte der Doge 80 Jahre lang in seinem Testament jährlich über 8.000 Dukaten verfügen. Für Norwich könnte Guarinus („Warren“) ein Agent des ottonischen Hofes gewesen sein, von wo Waldrada eine diplomatische Offensive mit Unterstützung ihres Stiefsohnes Vitale startete. Vielleicht war er aber auch nur einer von den Männern, die einen Potentaten nach dem anderen überredeten, ins Kloster zu gehen. Nach Damianus war der Doge ein Komplize der Umstürzler und wurde vom schlechten Gewissen geplagt. Unter dem Vorwand einer Pilgerreise nach Jerusalem kehrte der Mönch im nächsten Jahr zurück nach Venedig. Derweil wuchs die Feindschaft gegen den Dogen, und er spürte, so der Autor, dass Großzügigkeit und Beliebtheit nicht das Gleiche waren, und vielleicht war er auch zu geschwächt von einem schlechten Gewissen, um dem Druck weiterhin standzuhalten. Am 1. September 978 „he took the easy way out“. Zusammen mit seinem Schwiegersohn und einem Gradenigo, von dem Norwich vermutet, dass er mit dem Mann identisch war, der die Leichname der ermordeten Candiano, Vater und Sohn, ehrenvoll bestattet hatte, nachdem sie einfach im Schlachtermarkt abgeworfen worden waren, floh er in ein Kloster. Ohne Bart blieb er unerkannt und erreichte die Abtei wenige Wochen später. König Ludwig XV. ordnete 1732 an, die Religuien des Dogen, ein Jahr nach dessen Heiligsprechung, nach Venedig zu bringen.

### Erzählende Quellen
- Luigi Andrea Berto (Hrsg.): Giovanni Diacono, Istoria Veneticorum (=Fonti per la Storia dell’Italia medievale. Storici italiani dal Cinquecento al Millecinquecento ad uso delle scuole, 2), Zanichelli, Bologna 1999 (auf Berto basierende Textedition im Archivio della Latinità Italiana del Medioevo (ALIM) der Universität Siena).
- La cronaca veneziana del diacono Giovanni, in: Giovanni Monticolo (Hrsg.): Cronache veneziane antichissime (= Fonti per la storia d'Italia [Medio Evo], IX), Rom 1890, S. 140–142, 148, 178 (Digitalisat).
- Ester Pastorello (Hrsg.): Andrea Dandolo, Chronica per extensum descripta aa. 460-1280 d.C., (= Rerum Italicarum Scriptores XII,1), Nicola Zanichelli, Bologna 1938, S. 179–184. (Digitalisat, S. 178 f.)
- Roberto Cessi (Hrsg.): Origo civitatum Italiae seu Venetiarum (Chronicon Altinate et Chronicon Gradense), Rom 1933, S. 29, 119.
- Roberto Cessi, Fanny Bennato (Hrsg.): Venetiarum historia vulgo Petro Iustiniano adiudicata, Padua 1964, S. 58.
- Alberto Limentani (Hrsg.): Martin da Canal, Les estoires de Venise: cronaca veneziana in lingua francese dalle origini al 1275, Olschki, Florenz 1972, S. 22 f.
- Șerban V. Marin (Hrsg.): G.G. Caroldo, Istorii Veneţiene, Bd. I: De la originile Cetăţii la moartea dogelui Giacopo Tiepolo (1249), Bukarest 2008, S. 73, 75.
- Giovanni Monticolo (Hrsg.): Marino Sanuto, Le vite dei dogi (= Rerum Italicarum Scriptores XXII, 4), Città di Castello 1890, S. 134 f.
- Giovanni Tabacco (Hrsg.): Petri Damiani Vita beati Romualdi, Rom 1957, S. 23–25, 28 f.

### Rechtsetzende Quellen, Briefe
- Roberto Cessi (Hrsg.): Documenti relativi alla storia di Venezia anteriori al Mille, 2 Bde., Bd. II, Padua 1942, 100, 102 f., 106–108, 139.
- Cesare Manaresi (Hrsg.): I placiti del Regnum Italiae, Bd. II, Rom 1957, S. 169, 171–174.

## Widmungen
- Oreste Ravanello: Messa in onore di S. Pietro Orseolo. A tre voci virili con accompagnamento d'organo, Turin 1898 (Partitur einer missa brevis zu Ehren des Heiligen)